# Akysis heterurus
Akysis heterurus — вид риб з роду Akysis родини Akysidae ряду сомоподібні.

## Опис
Розміри остаточно невідомі. Голова маленька. Очі невеличкі. Є 4 пари вусів середнього розміру. Тулуб подовжений. Спинний плавець складається з 1 жорсткого та 7-8 м'яких променів. Жировий плавець маленький. Грудні плавці витягнуті, з жорстким променем. Самці з більш короткими черевними плавниками і з опуклим статевим сосочком. Анальний плавець великий та широкий, більше за спинний. Хвостовий плавець видовжений, широкий з невеличкою виїмкою.
Загальний фон світло-коричневий. Передня частина голови темно-коричнева. На рівні спинних плавників по плямі неправильної форми, які з'єднуються між собою смугою. В основі хвостового плавця присутня трикутна пляма. 1/3 хвостового плавника забарвлена в коричневий колір, світліше, ніж на тілі.

## Спосіб життя
Це бентопелагічна риба. Зустрічається в середніх річках, завширшки до 40 м, зі швидкою течією і піщано-кам'янистим дном. Вдень заривається в пісок або ховається під камінням. Веде сутінковий спосіб життя. Живиться дрібними донними безхребетними.
Нерест груповий (1 самиця і декілька самців). Ікру розкидає над ґрунтом. Мальки з'являються через 10 діб і ще через два тижні у них утворюється доросле забарвлення, до цього вони однотонні — коричневі.

## Розповсюдження
Мешкає в центральній частині Суматри (Індонезія).